# JR-Baureihe 285

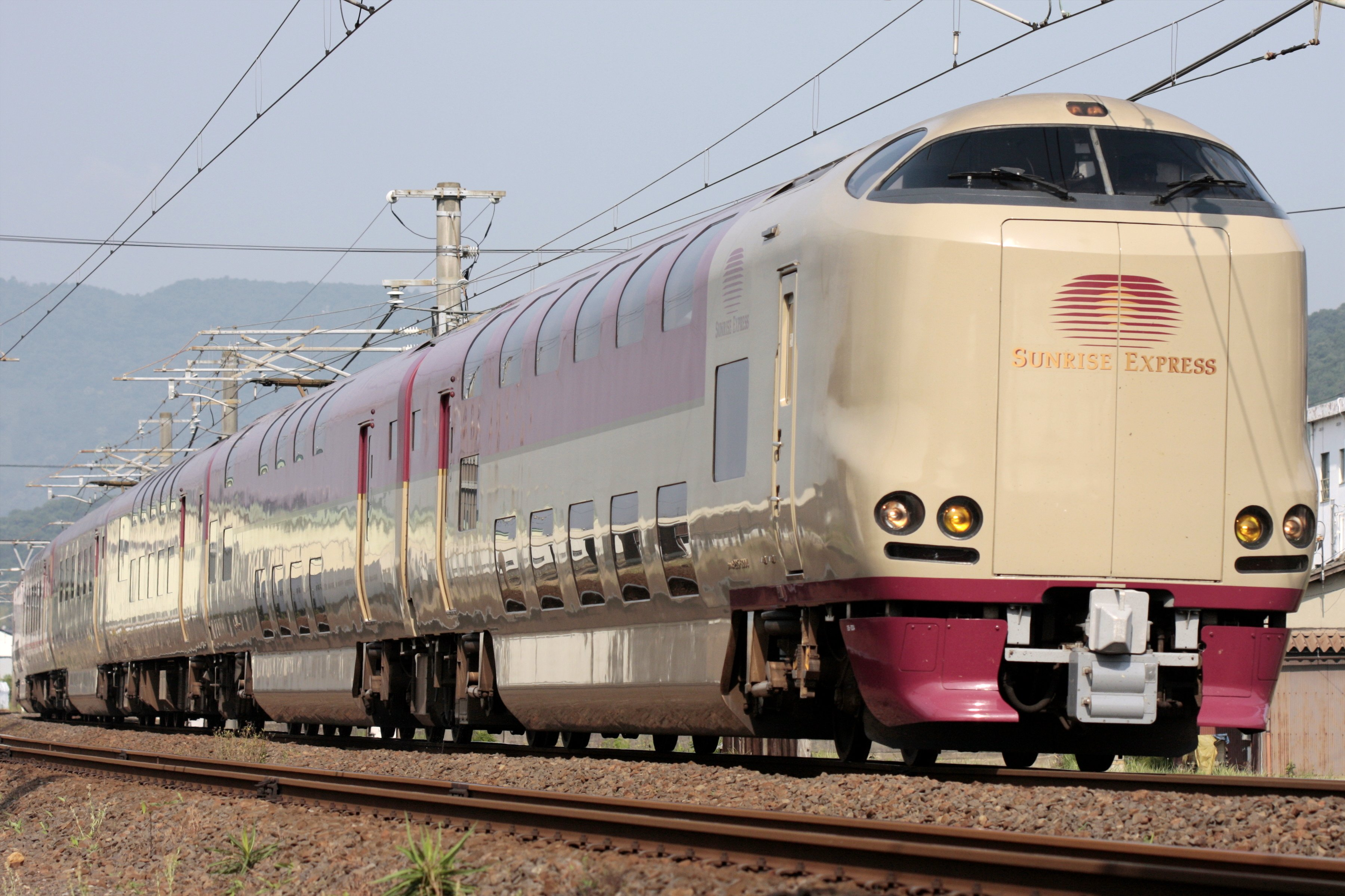
Sunrise Seto auf der Yosan-Linie

Die JR-Baureihe 285 (285系, 285-kei) sind elektrische Doppelstocktriebzüge für den japanischen Schlafwagenverkehr. Fünf Siebenwagenzüge werden von der Central Japan Railway Company (JR Central) und der West Japan Railway Company (JR West) betrieben und verkehren als Sunrise Izumo und Sunrise Seto Limited Express von Tokio nach Westen in die Shikoku- und Sanin-Region. Bei ihrer Einführung ab 10. Juli 1998 ersetzten sie lokbespannte »Blue-Train«-Wagen, die davor auf diesen Linien eingesetzt wurden.
Die Züge gingen am 10. Juli 1998, in Betrieb. An diesem Tag verkehrten die Züge I4 und I5 als Sunrise Izumo beziehungsweise Sunrise Seto ab Tokio, während die Züge I3 und I2 in der Gegenrichtung verkehrten.
Im Jahr 1999 gewannen die Züge den 42. Blue Ribbon Award des japanischen Verbandes der Eisenbahnfreunde.

## Farbgebung
Die Baureihe 285 erhielt eine Lackierung mit «Morning-Glow»-Rot und «Morning-Mist»-Beige. Sie tragen eine Aufschrift «Sunrise Express».

## Konfiguration
Es sind fünf Züge in Betrieb, die von I1 bis I5 nummeriert sind. I1 bis I3 sind in Besitz von JR West und werden in die Baureihe 285-0 eingeordnet, die Züge I4 und I5 von JR Central sind die Baureihe 285-3000 eingeordnet (Die Wagen werden ab 3000 nummeriert). Alle Züge bestehen aus zwei angetriebenen („M“) und fünf nicht angetriebenen („T“) Wagen. Die Wagen 7 und 14 befinden sich auf der östlichen, Tokioter Seite.
| Wagen        | 1/8        | 2/9            | 3/10       | 4/11         | 5/12           | 6/13       | 7/14       |
| ------------ | ---------- | -------------- | ---------- | ------------ | -------------- | ---------- | ---------- |
| Bezeichnung  | TNWC'      | TNW2           | MN         | TNWS         | MN2            | TNW        | TNWC       |
| Nummerierung | KuHaNe 285 | SaHaNe 285-200 | MoHaNe 285 | SaRoHaNe 285 | MoHaNe 285-200 | SaHaNe 285 | KuHaNe 285 |

Die Triebwagen sind mit einem, bei den Zügen I1 und I3 mit zwei, einarmigen Stromabnehmern des Typs WPS28A ausgestattet.

## Innenraum
Jeder Wagen verfügt über Toiletten. Es gibt Schlafgelegenheiten verschiedener Typen. Die preiswerteren Plätze befinden sich in der Nobinobi-Fläche, einer Art Schlafsaal. Jeder Platz dort ist 190 Zentimeter lang und 80 Zentimeter breit. Andere Abteile sind beispielsweise Single Deluxe, Single, Solo oder Single Twin. Es gibt zwei Duschräume, wovon einer nur Single-Deluxe-Reisenden zugänglich ist.

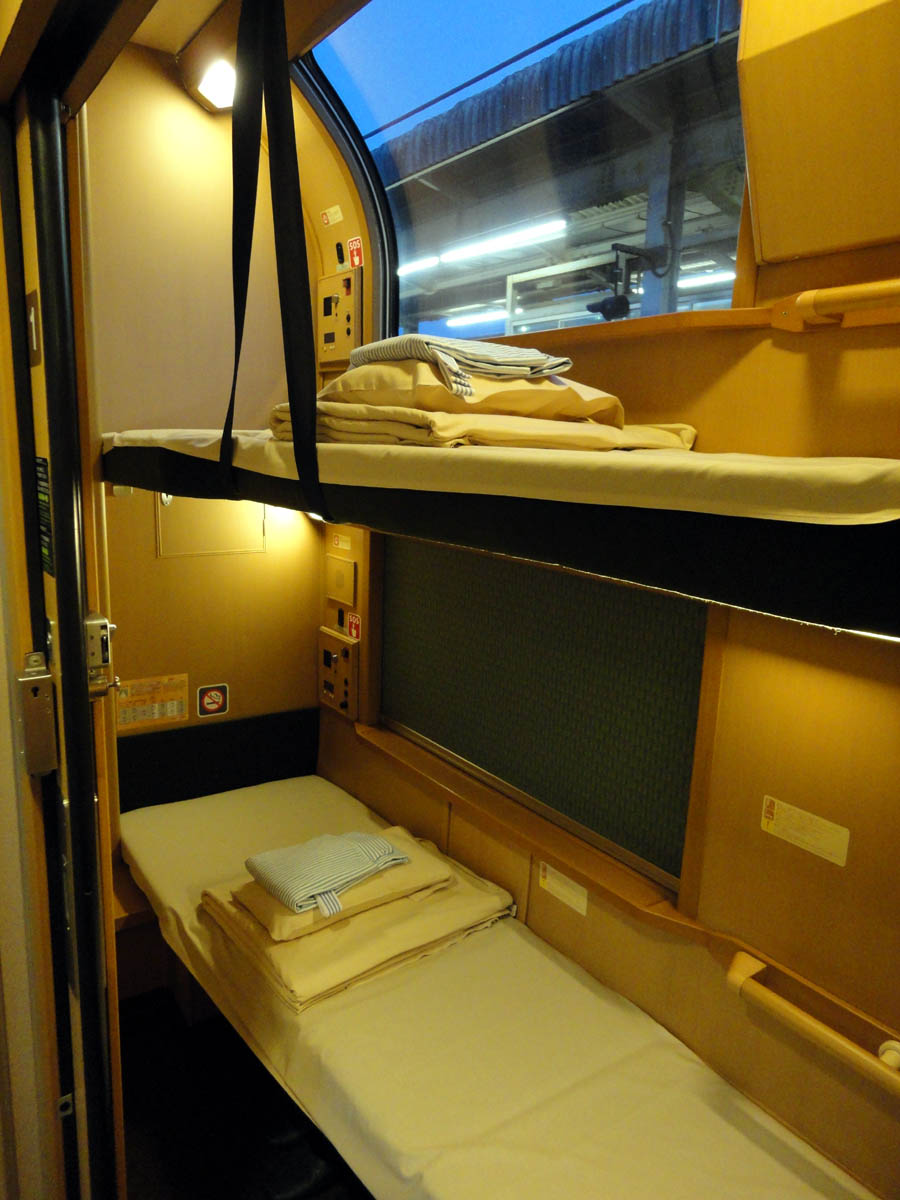
Zweipersonenabteil Single Twin
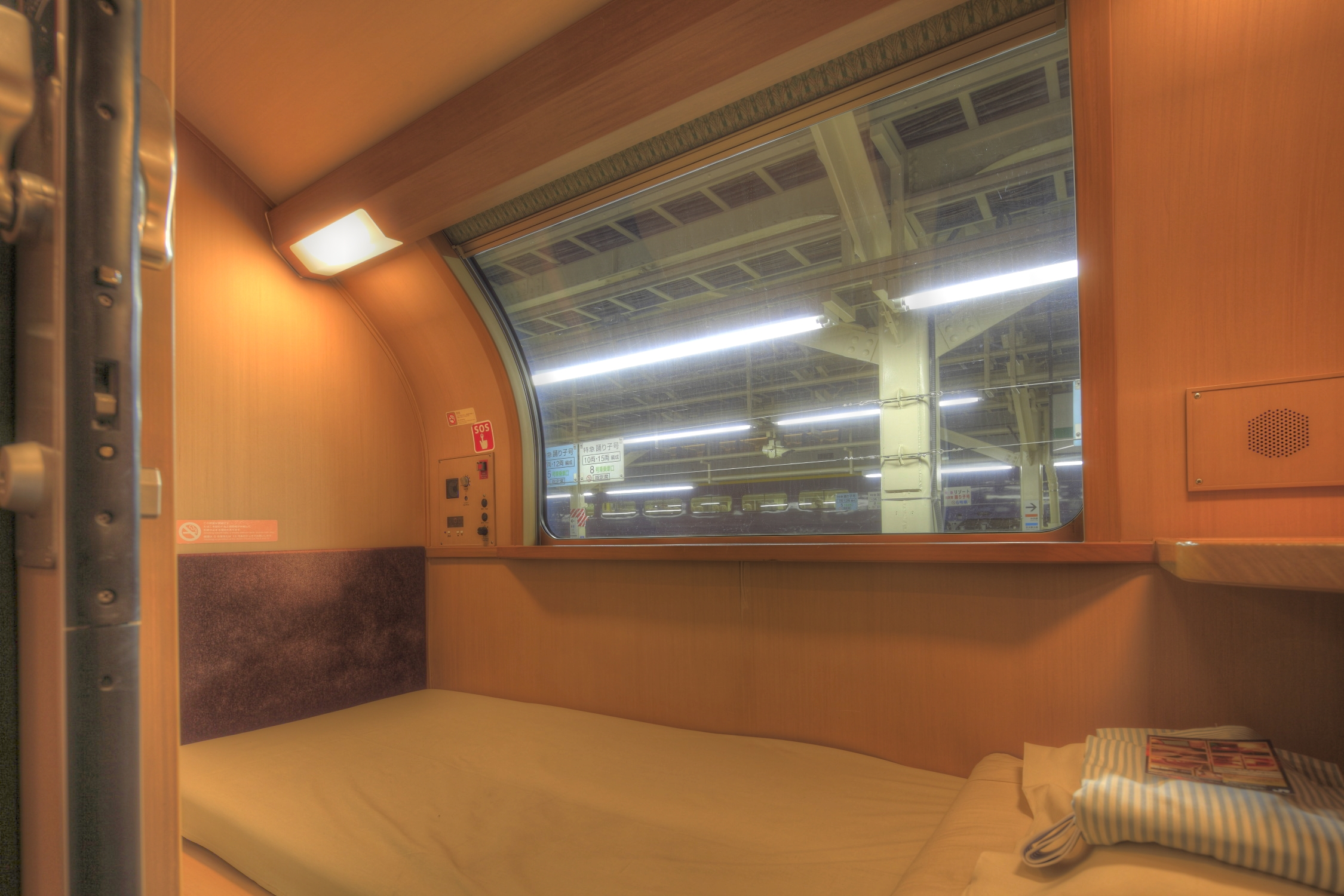
Einpersonenabteil Single
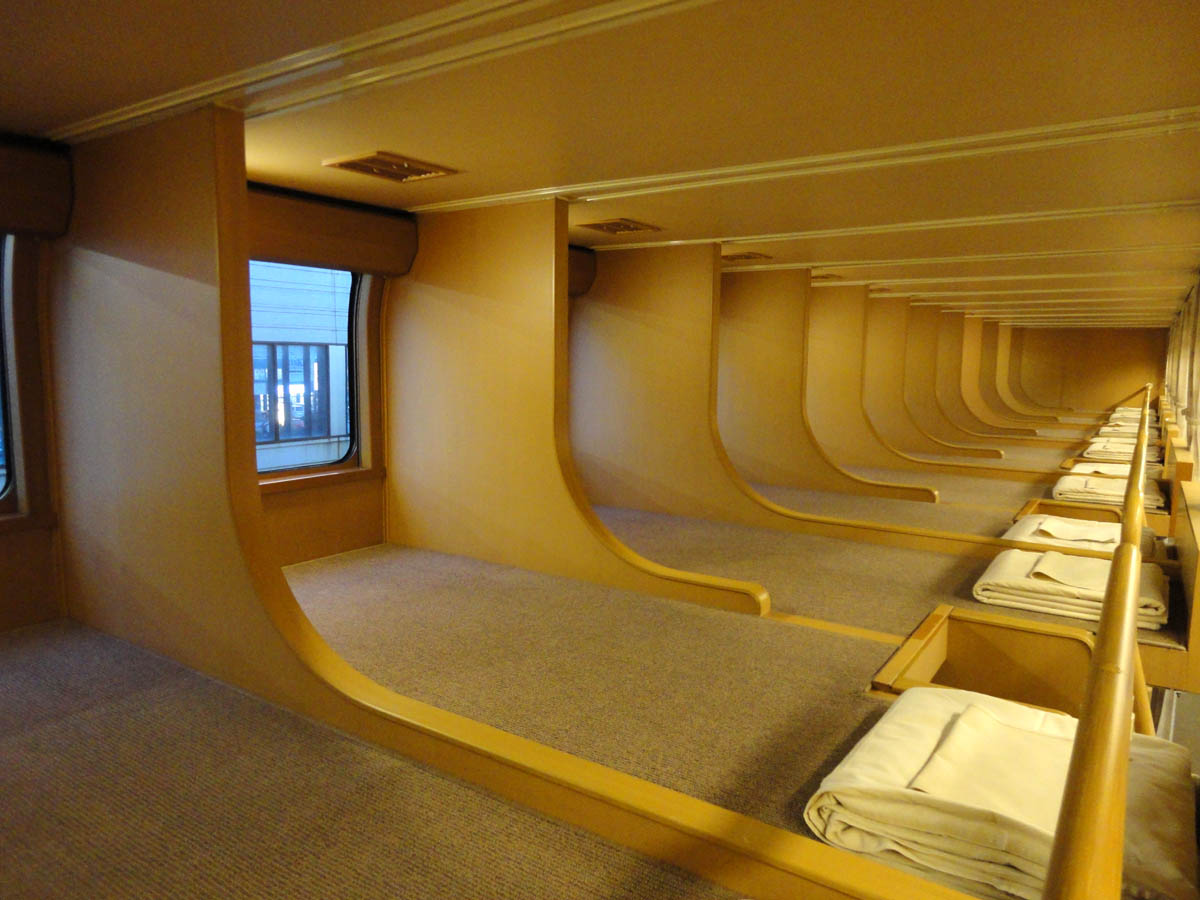
Nobinobi (oben)
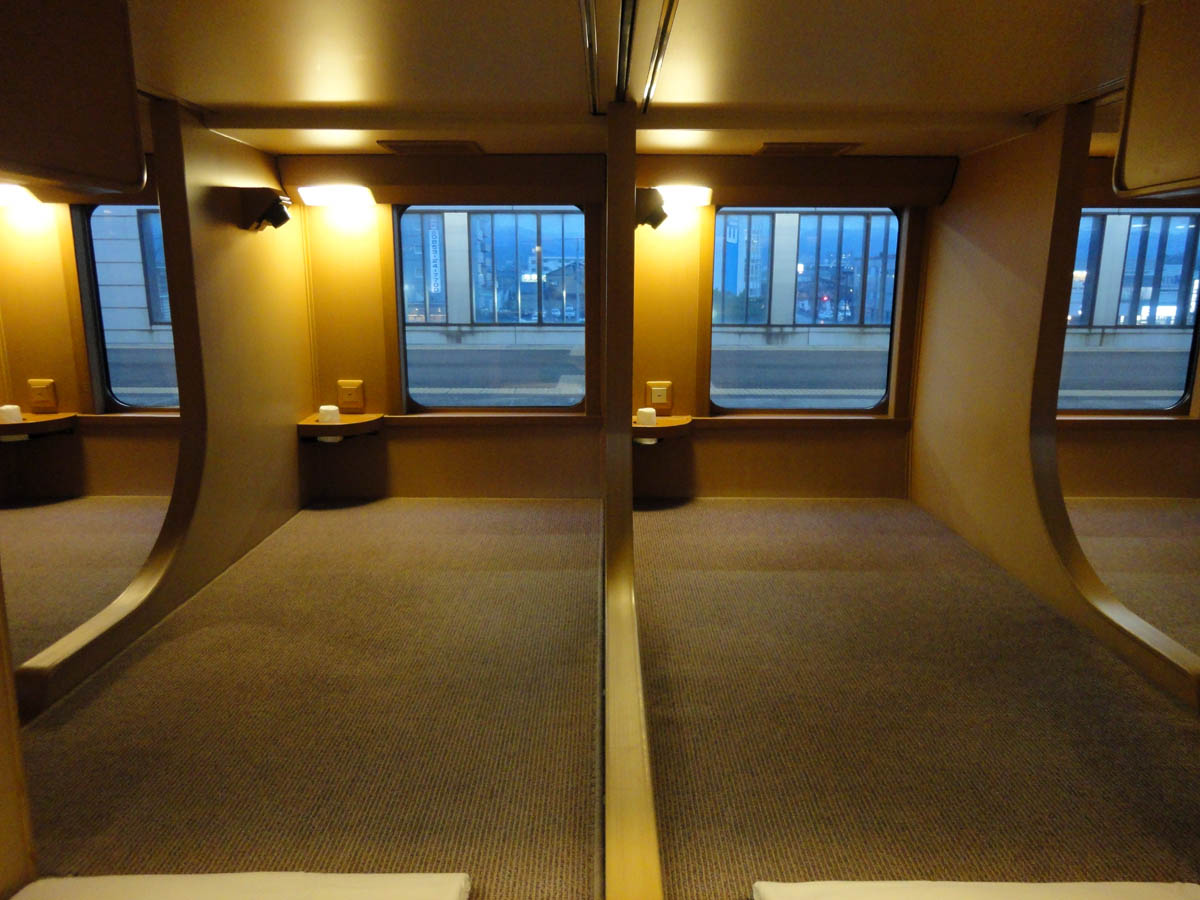
Nobinobi (unten)
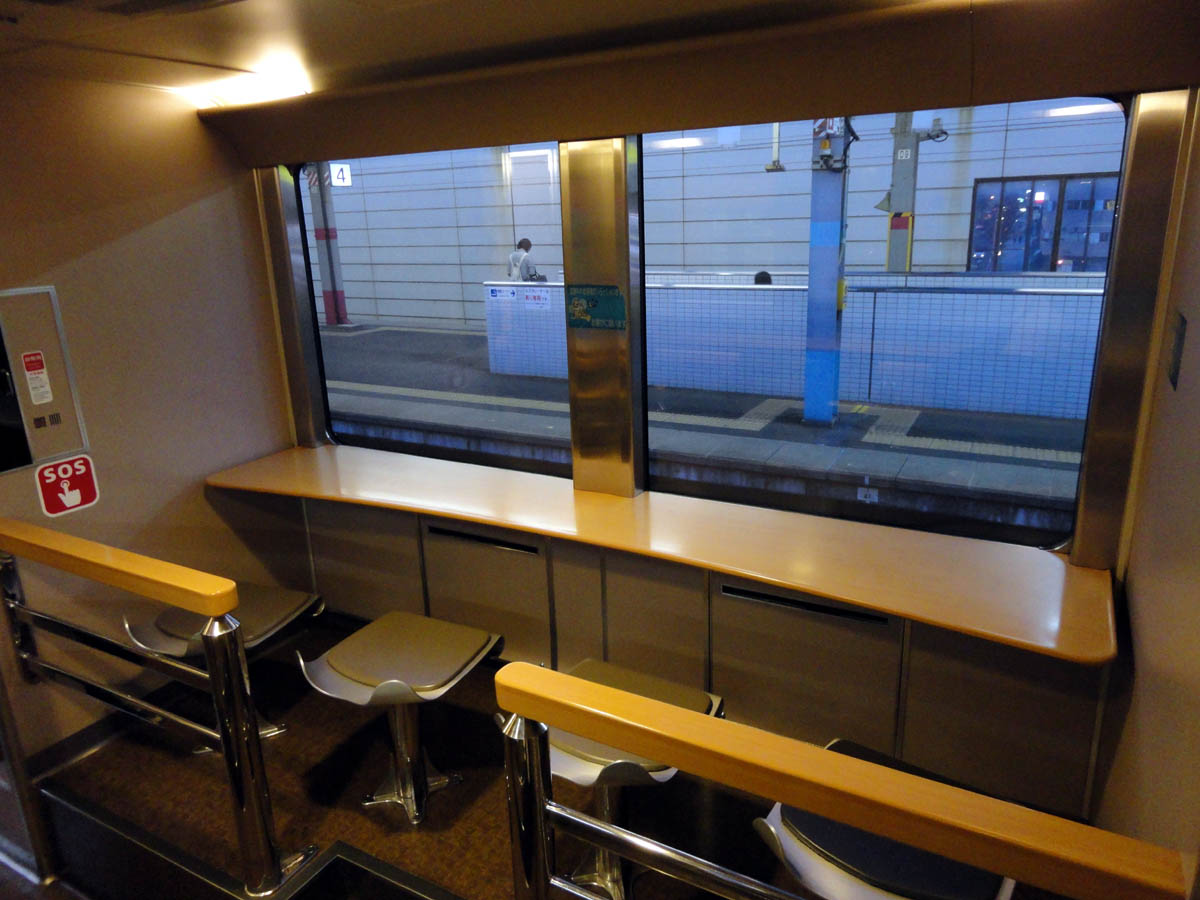
Lounge

## Betrieb

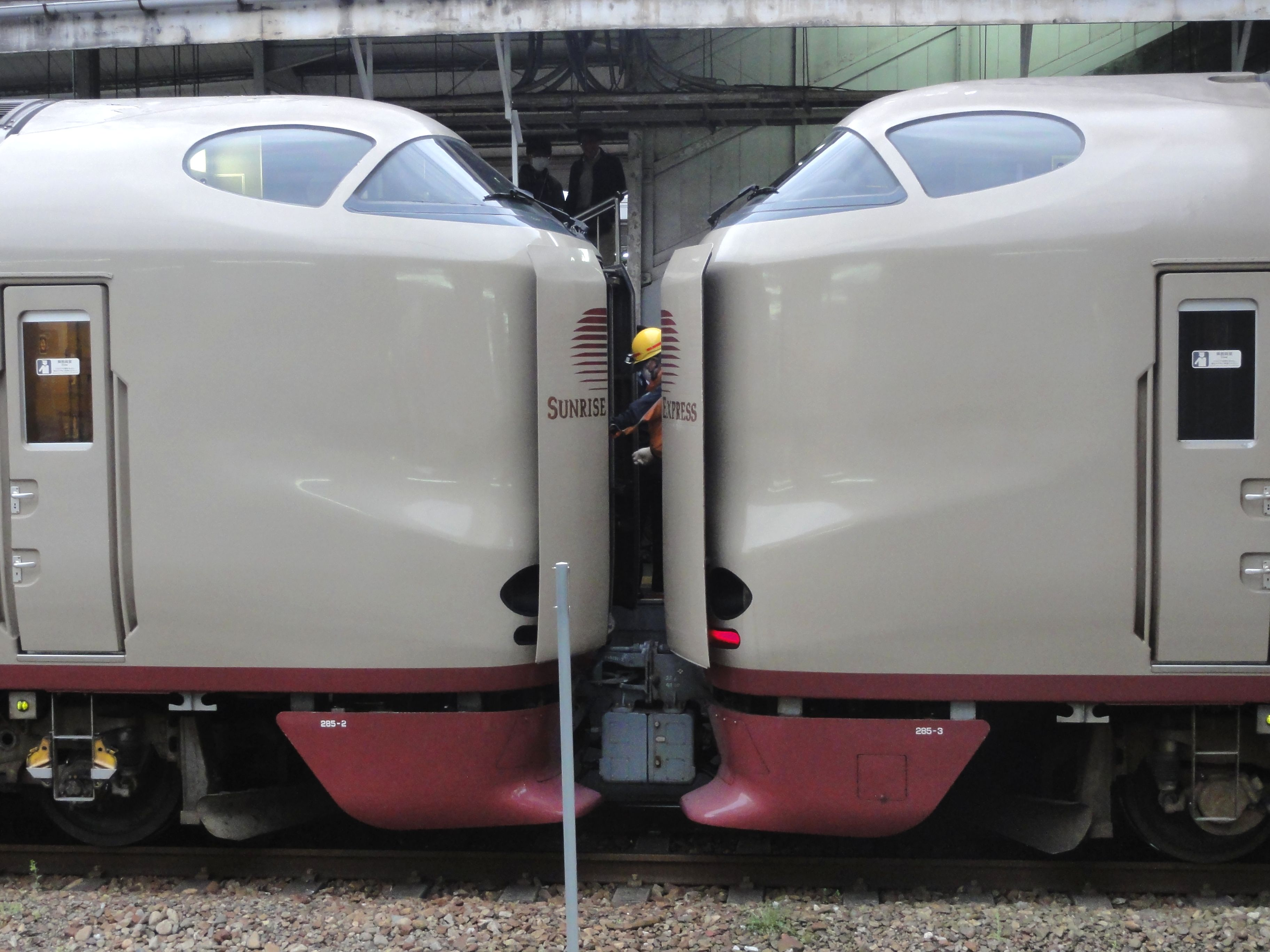
Flügelung in Okayama

Die Baureihe 285 wurde für die Nachtzüge Sunrise Izumo und Sunrise Seto beschafft. Jede Nacht verkehren je ein Zugpaar. Beide Züge verkehren von Tokio bis Okayama vereinigt, wo sie geflügelt werden. Der Sunrise Izumo führt darauf nach Izumoshi in der Präfektur Shimane, der Sunrise Seto bis Takamatsu, in den Ferien auch weiter nach Kotohira. Diese beiden Orte liegen in der Präfektur Kagawa. In der Gegenrichtung werden die Züge wieder in Okayama vereinigt.
Eine Fahrt dauert auf beiden Strecken etwa 12 Stunden für etwa 950 beziehungsweise 800–850 Kilometer Strecke.

## Auslieferungsdaten
Die einzelnen Züge wurden an diesen Tagen ausgeliefert:
| Zug | Hersteller                | Ausgeliefert   |
| --- | ------------------------- | -------------- |
| I1  | Kinki Sharyo              | 19. März 1998  |
| I2  | Kinki Sharyo              | 15. April 1998 |
| I3  | Kawasaki Heavy Industries | 1. Mai 1998    |
| I4  | Kinki Sharyo              | 8. April 1998  |
| I5  | Nippon Sharyo             | 24. April 1998 |